# Скриппс, Эдвард
Эдвард Уиллис Скриппс (18 июня 1854, Рашвилл, Иллинойс — 12 марта 1926, Монровия) — американский газетный издатель. Вместе со своей сестрой Эллен Браунинг Скриппс основал компанию E. W. Scripps Company, которая сегодня является многопрофильным медиаконгломератом, а также новостное агентство United Press (впоследствии United Press International (UPI) после слияния International News Service (INS) с United Press в 1958 году). The E. W. Scripps School of Journalism при Университете Огайо названа в его честь.

## Биография
Скриппс родился и вырос в Рашвилле, штат Иллинойс, в семье Джеймса Могга Скриппса из Лондона и Джулии Аделины Осборн (третьей жены) из Нью-Йорка.
Как и многие бизнесмены его времени, использовал свои инициалы (E. W), а не писал своё имя или фамилию. Часто подписывался своим вторым именем «Уиллис».
По словам его личного помощника Гилсона Гарднера, Эдвард был заядлым любителем виски и сигар и, как говорили, выпивал по галлону в день, не расставаясь с зажжённой сигарой в течение всего дня.
Эдвард и его сводная сестра Эллен работали со своим старшим сводным братом Джеймсом, когда он основал газету «Детройт Ньюс» в 1873 году. Эдвард начинал в газете в качестве младшего помощника. В 1878 году, благодаря ссудам от своих сводных братьев, Эдвард основал газету The Penny Press (позже Cleveland Press) в Кливленде. При финансовой поддержке сестры Эллен он основал или приобрёл около 25 газет. Это было началом медиа-империи, которая сейчас известна как E. W. Scripps Company.
В 1907 году Скриппс создал United Press Associations, ныне United Press International (UPI), из небольших региональных информационных агентств. Позже Скриппс сказал: «Я считаю, что величайшим вкладом в жизнь народа этой страны было создание United Press», чтобы составить конкуренцию агентству Associated Press.
Скриппс верил в независимость газетной редакции, заявляя:
Газета, справедливо и честно ведущая свою деятельность в интересах широких масс населения, должна всегда противостоять корыстным интересам того самого класса [рекламодателей], который обеспечивает большую часть доходов газеты. Иногда она должна противостоять этому классу настолько, что он не только перестанет поддерживать газету в той или иной степени, но и начнёт вести фактически агрессивную войну против неё.
В 1898 году закончил строительство дома в Сан-Диего, где неподалёку жила его сводная сестра, полагая, что сухой и теплый климат поможет ему избавиться от аллергического ринита, которым он страдал всю жизнь. Он построил его как зимний дом, чтобы спастись от холода Уэстчестера, штат Огайо, но в конечном итоге жил там круглый год и вёл свой газетный бизнес с ранчо. Его ранчо охватывало территорию, которая сегодня является общиной Скриппс-Ранч, а также авиабазой морской пехоты Мирамар.
В 1903 году он и его сводная сестра Эллен стали учредителями Института океанографии Скриппса. Изначально Скриппс не хотел поддерживать это предприятие, считая, что учёные не могут быть деловыми людьми. Однако он подружился с научным директором Уильямом Эмерсоном Риттером, и вместе они начали планировать проекты для института. Когда институт начал добиваться успехов, он стал его активным сторонником и проявил большой интерес к его работе.
В 1921 году Скриппс основал Science Service, позже переименованную в Society for Science & the Public, с целью информирования общественности о научных достижениях. Колледж Скриппс также назван в честь его сводной сестры Эллен Браунинг Скриппс, поскольку большая часть его фонда происходит из медиа-состояния, которое они накопили.
Скриппс умер в возрасте 71 года 12 марта 1926 года на борту своей яхты «Огайо», стоявшей на якоре в бухте Монровии.
Среди его потомков был Чарльз Э. Скриппс (1920—2007), председатель совета директоров компании E. W. Scripps Company, под руководством которого компания превратилась из семейного издательства газет в крупную публичную медиакомпанию с крупными операциями в сфере кабельного телевидения.